# Ronald Fuentes
Ronald Hugo Fuentes Núñez (Santiago, 22 de junho de 1969) é um ex-futebolista chileno, que atuava como defensor.

## Carreira
Em clubes, Fuentes defendeu apenas dois: o Cobresal e a Universidad de Chile. Aposentou-se do futebol em 2001. Hoje é treinador do Iberia Bio-Bio, clube da Terceira Divisão do Chile.
Ele integrou a Seleção Chilena de Futebol na Copa América de 1995 e disputou a Copa de 1998.